# جانی برشتولد
جانی برشتولد (انگلیسی: Johnny Berchtold؛ زادهٔ ۷ ژوئیهٔ ۱۹۹۴) بازیگر اهل ایالات متحده آمریکا است. از فیلم‌ها یا برنامه‌های تلویزیونی که وی در آن نقش داشته است می‌توان به سگ گمشده، ریچر و ورشکسته اشاره کرد.